# サン讃かがわPLUS
『サン讃かがわPLUS』（ - さん - ぷらす）は、岡山放送で2014年4月6日から放送されている香川県の県政広報番組である。放送開始当初から2015年3月22日までは、『サン讃かがわ』のタイトルで放送されていた。

## 番組概要
毎週、香川県からのお知らせやイベント情報などを、岡山放送アナウンサーがお届けする。本放送の後に県内のケーブルテレビ局でも放送されているほか、県の公式YouTubeチャンネルである香川県インターネット放送局 『ちょっとみてみまい』では、過去1カ月分を見閲覧することができる。また「県政の重要な施策等」をテーマとする一部放送回は、深掘りスペシャルとして1年間を閲覧することができる。

## 出演者
週替わりで出演。特記以外は岡山放送アナウンサー。
- 藤本紅美
- 今川菜緒
- 中塚美緒
- 佐藤樹理
- 佐藤理子
- 森下花音

## 放送時間
サン讃かがわ
- 日曜 17:25 - 17:30（2014年4月6日 - 2015年3月22日）

サン讃かがわPLUS
- 日曜 17:25 - 17:30（2015年4月5日 - 2018年3月18日）
- 木曜 21:54 - 22:00（2018年4月5日 - ）

## 放送しているケーブルテレビ局
- ケーブルメディア四国
- 中讃テレビ
- KBN
- さぬき市コミュニティ放送
- 三豊ケーブルテレビ放送

## スタッフ
- 企画・提供:香川県
- 制作・著作:岡山放送